# Yukpa
Yukpa (Yuko, Yucpa, Yupa, Northern Motilón, Carib Motilon, Motilones Tame, Manso), pleme američkih Indijanaca porodice Cariban, nastanjeno u džunglama države Zulia u Venezueli i susjednoj Kolumbiji. Sami sebe oni nazivaju Yukpa, ili ovisno o dijalektu "Yupa" ili "Yu'pa", odnosno  'krotki narod' , i u suprotnosti je s nazivom "Yuko", kako nazivaju svoje susjede iz Kolumbije, a značenje mu je  'neprijatelji'  ili  divlji narod' . 
Yukpa Indijanci podijeljeni su na cijeli niz pod-plemena: Irapa, Macoa, Tukuko ili Tucuco, Pariri, Sapriria, Rionegrinos, Shaparu, Viakshi i Wasama. Ovim plemenima današnji su habitat područja poznata kao La Serranía de los Motilones, La Serranía de Valledupar i Sierra de Perija. 
Yukpa populacija 1982. iznosila je 3,408, od čega 1,749 muškarca (51%) i 1,659 žena(49%). Poznata su 49 različitih naselja verličine od nekoliko kućanstava pa do sela od 500 stanovnika. 
Yukpa Indijanci su, piše profesor antropolgije s univerziteta u Marylandu, Michael Paolisso, potomci migracije Kariba kroz veliki dio sjevera Južne Amerike i Malih Antila. 
Svako Yukpa pod-pleme ima svoj tradicionalni teritorij, čije se granice najčešće doline rijeka. Svako od ovih pod-plemena živi u malenim naseljima i zaselcima lociranim na terasastim dolinama riječnih pritoka, sastavljenih od dvije do tri kuće, pa i naseljima do 20 kuća.
Ekonomski sistem Yukpa temelji se na posijeci-i-spali agrikulturi, lovu, ribolovu i sakupljanju. Kultiviranje otrovne (gorke) manioke je napušteno u novije vrijeme, pa uzgajaju kukuruz i grah kao osnovne kulture.
Yukpe ne poznaju rada u kamenu ni koži, ali su vješti u tkanju, glini, a i muškarci i žene izvrsni su košaraši. Tradicionalni luk i strijela zamijenili su puškama. 
Podjela posla vrši se prema dobi i spolu. Muškarca više slijedi teži rad, dok ženu pripada priprema hrane, kao i žetva i čišćenje polja.
Sistem srodstva Yukpa je irokeški s klasifikacijskom tipologijom. Socijalna organizacija Yukpa pod-plemena je nezavisna banda koja se sastoji od nuklearnih obitelji, a tu treba naversti da danas mnogi pripadnici pojedinih pod-plemena žive van plemenskog teritorija. Sve ove bande su endogamne, a u prošlosti, vrlo često i u ratu jedna s drugom. Svako pod-pleme, što se tiče političke organizacije je autonomno. U današnje vrijeme sve je više institucionaliziranih oblika političkog vođe u vidu seoskog glavešine, napose u akulturiranim zajednicama.
Religija je animistička a šamani imaju znatan utjecaj u zajednici. Svoje mrtve, nakon što duša izađe kroz desnu ruku, umotaju u hasure i odnesu van sela. Tijelo pokojnika postavljali su na naročite platforme, dok ih danas ostavljaju u kolibi mrtvih

## Vanjske poveznice
- Yukpa